# FART Be 4/8
De Be 4/8 is een elektrisch treinstel bestemd voor het regionaal personenvervoer van de Ferrovie autolinee regionali ticinesi (FART).

## Geschiedenis
Het treinstel werd door Schweizerische Industrie-Gesellschaft (SIG) / Brown, Boveri & Cie (BBC) ontworpen en gebouw voor de volgende spoorwegondernemingen Solothurn-Zollikofen-Bern-Bahn (SZB), Vereinigte Bern-Worb Bahnen (VBW)), Lugano–Ponte Tresa-Bahn (FLP) en Ferrovie autolinee regionali ticinesi (FART).
De treinen zijn intussen verkocht aan de Ferrovia Lugano–Ponte Tresa (FLP).

## Constructie en techniek
Deze trein is opgebouwd uit een stalen frame. De trein is opgebouwd uit een motorwagen en stuurstandrijtuig. Deze treinstellen kunnen tot drie stuks gecombineerd rijden.
De treinen van de Ferrovie autolinee regionali ticinesi (FART) hadden vanwege krappe bochten in het traject kortere bakken en slechts een balkon per rijtuig.

### Namen
De treinen werden bij de Ferrovie autolinee regionali ticinesi (FART) voorzien van de volgende namen:
- 41 Pedemonte
- 42 Melezza

## Treindiensten
De treinen werden door de Ferrovie autolinee regionali ticinesi (FART) ingezet op het traject:
- Locarno - Domodossola